# Raka (relikwiarz)

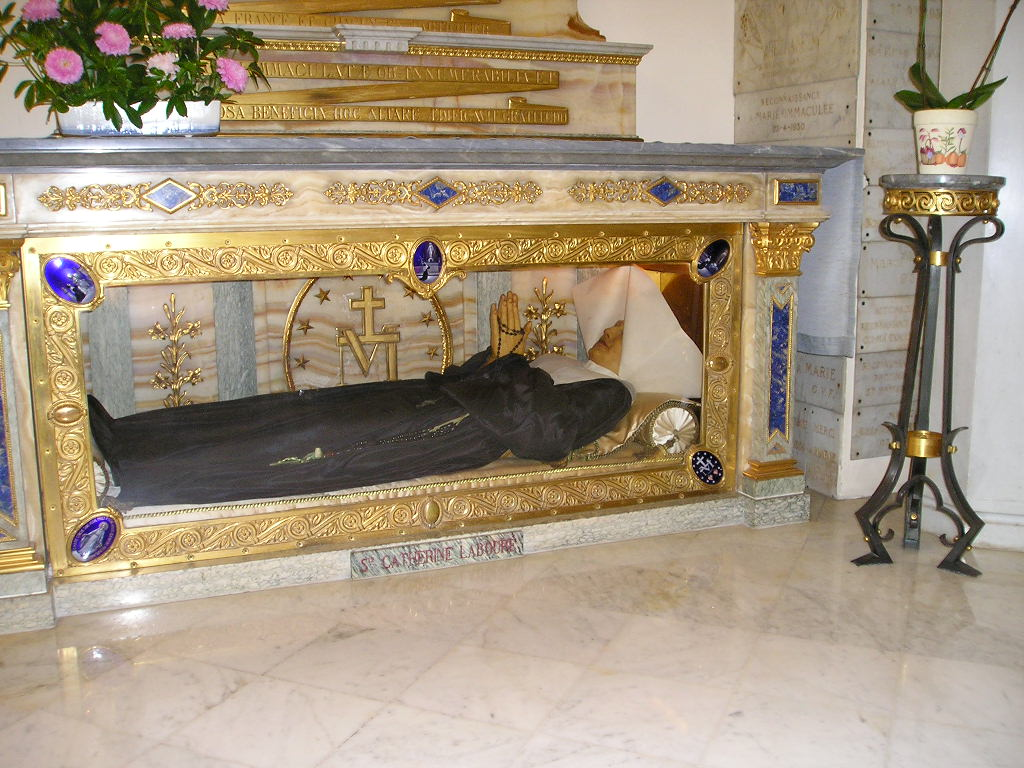
Katolicka raka św. Katarzyny Labouré

Raka (łac. arca – skrzynia, arka, trumna) – relikwiarz w kształcie trumny lub grobowca.
Raka, jako obiekt religijny, jest uważana jako przedmiot kultu chrześcijańskiego, ale jej odpowiedniki można znaleźć także w innych religiach. W chrześcijaństwie jest to miejsce, gdzie przechowywane są szczątki świętych, którzy zgodnie z doktryną będą w nim przebywać aż do Sądu Ostatecznego.
Raka mieści się zazwyczaj wewnątrz świątyni lub w podziemiach klasztorów. W przypadku, gdy relikwie są umieszczane w sanktuarium i przechowywane w celu oddawania im czci, kładzie się na niej sukno, odpowiednie dla statusu świętego. W większości przypadków relikwie pozostawiano w ziemi pod korcem. Jednocześnie umieszczono na nimi pustą płytę nagrobną w formie kapliczki, ale bez uchylonej pokrywy. W czasach relikwie używano jako podstawę do stawiania na nich świątyń.

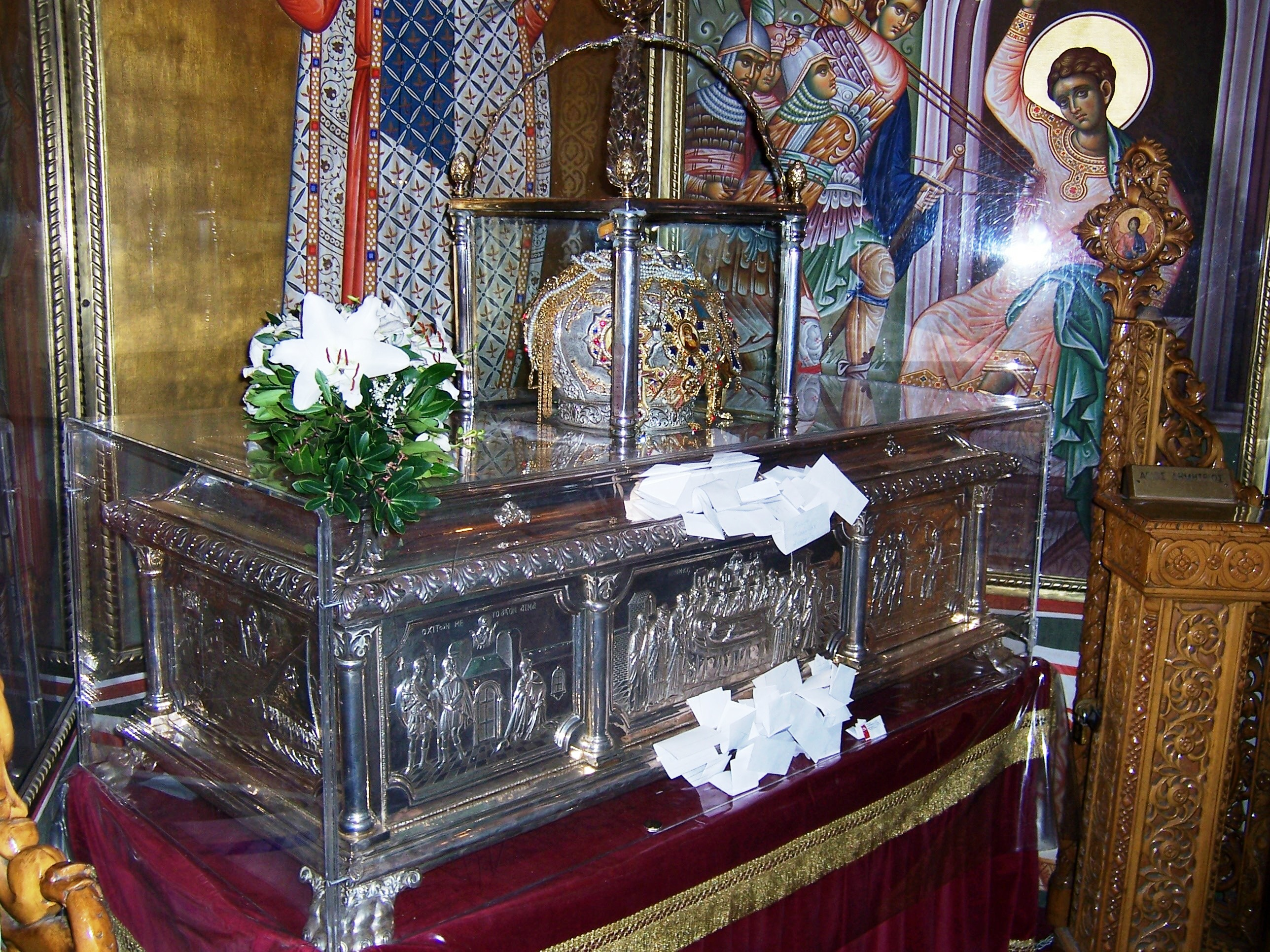
Raka z relikwiami św. Dymitra z Tesaloniki (Grecja, Saloniki)

Często raka jest rodzajem dzieła sztuki – wykonywana jest z metali szlachetnych i zdobi się ją kamieniami szlachetnymi. Do produkcji drewnianych rak używa się drewna szlachetnego. Raki okrywane są specjalnymi pokrowcami z haftowanych tkanin.
Raki jest często są wynoszone ze świątyń w dni upamiętniające świętego i odprawia się z nimi drogi krzyżowe.
Najbardziej znane raki w prawosławiu to relikwiarz Sergiusza z Radoneża w soborze Trójcy Świętej w Ławrze Troicko-Siergijewskiej, Aleksandra Newskiego w Ermitażu (Sanktuarium Aleksandra Newskiego), św. Dymitra z Tesaloniki. W katolicyzmie natomiast jest to raka św. Sebalda w kościele św. Sebalda w Norymberdze.
Małe raki zawierają tylko części ciał świętych. Liczba rak świadczy jedynie tym, że popularne jest oddawanie czci świętemu, a nie o tym, że ciało w nich przechowywane nie ulega rozkładowi. Kapliczki z relikwiami świętych są odnawiane lub dodatkowo dekorowane, a także budowane są nowe. Na przykład we wrześniu 2007 roku poświęcona została nowa raka z relikwiami świętego mnicha, Wawrzyńca z Czernihowa.